# Ondrejovce
Ondrejovce – wieś (obec) na Słowacji położona w kraju nitrzańskim, w powiecie Levice. Pierwsze wzmianki o miejscowości pochodzą z roku 1260. 
Według danych z dnia 31 grudnia 2012, wieś zamieszkiwało 445 osób, w tym 213 kobiet i 232 mężczyzn.
W 2001 roku rozkład populacji względem narodowości i przynależności etnicznej wyglądał następująco:
- Słowacy – 61,22%
- Czesi – 0,22%
- Romowie – 0,65%
- Węgrzy – 35,73%

Ze względu na wyznawaną religię struktura mieszkańców kształtowała się w 2001 roku następująco:
- Katolicy rzymscy – 83,01%
- Ewangelicy – 2,4%
- Ateiści – 7,63%
- Nie podano – 2,61%